# Ch'ortí
El Ch'orti' és un idioma maia parlat pels chortís, principalment als municipis de Jocotán i Camotán en el departament de Chiquimula, Guatemala. Té les seves arrels en el ch'ol. En temps prehispànics també va ser parlat a l'occident d'Hondures i al nord del Salvador, però en l'actualitat és gairebé extint en aquests dos països. Dels 4.200 chortís a Hondures només quenen 10 parlants de l'idioma ch'ortí en 1997.
El grup cholan de la família de llengües maies és considerat com un conjunt de llengües bastant conservadores. S'ha sostingut que aquesta llengua, juntament amb el chontal i el ch'ol, estaria relacionada amb el maia clàssic utilitzat en l'antiga escriptura maia del període clàssic.

## Història prehispànica
Cap a començaments del segle XVI els chortís s'organitzaven en una confederació coneguda com a regne o senyoria Payaquí. Durant la conquesta espanyola foren liderats per Copán Galel qui presentà resistència en l'actual Copán Ruinas a Hondures i posteriorment a Citalá (El Salvador), on va ser derrotat i es va veure obligat a acceptar la rendició i l'evangelització.